# Districts congressionnels de l'Utah
L'Utah est divisé en quatre districts congressionnels élisant chacun un membre de la Chambre des représentants des États-Unis.

## Districts actuels
| District  | Carte | Population (2019) | CPVI (2021) | Représentant  | Parti       | Élu depuis       |
| --------- | ----- | ----------------- | ----------- | ------------- | ----------- | ---------------- |
| Premier   |       | 787 582           | R+20        | Blake Moore   | Républicain | 3 janvier 2021   |
| Deuxième  |       | 788 484           | R+10        | Chris Stewart | Républicain | 3 janvier 2013   |
| Troisième |       | 779 460           | R+17        | John Curtis   | Républicain | 13 novembre 2017 |
| Quatrième |       | 850 432           | R+6         | Burgess Owens | Républicain | 3 janvier 2021   |

## Historique
Le 9 septembre 1850, le Congrès des États-Unis donne au territoire de l'Utah le droit d'élire un délégué à la Chambre des représentants des États-Unis. Il est élu de 1851 à 1896 dans le district congressionnel at-large du territoire de l'Utah.
De son adhésion à l'Union en 1896 jusqu'en 1913, l'État de l'Utah n'envoyait qu'un seul représentant au Congrès. Celui-ci était élu dans le district congressionnel at-large de l'Utah.
À partir de 1913, l'Utah compte deux districts congressionnels. Un troisième district est ajouté en 1983 et un quatrième en 2013.
| Années      | Carte au niveau de l'État | Zoom sur la région de Salt Lake City |
| ----------- | ------------------------- | ------------------------------------ |
| 1973 – 1982 |                           |                                      |
| 1983 – 1992 |                           |                                      |
| 1993 – 2002 |                           |                                      |
| 2003 – 2013 |                           |                                      |
| Depuis 2013 |                           |                                      |